# تيمة (اسم)
تيمة هو اسم علم مؤنث من أصل عربي، ومعناه هو العلامة، أثر الكي على الحيوان الجزء الأعلى من مدقة الزهرة، وهوالذي يستقبل الطلع.

## وصلات خارجية
- موسوعة السلطان قابوس لأسماء العرب نسخة محفوظة 5 أبريل 2019 على موقع واي باك مشين.